# Pedigree (roman)
Pour les articles homonymes, voir Pedigree (homonymie).
Pedigree est un roman à tendance autobiographique de Georges Simenon publié pour la première fois le 15 octobre 1948 aux éditions des Presses de la Cité. Ayant perdu trois procès de la part de personnes de l'entourage de l'auteur qui se sont reconnues ou ont cru se reconnaître dans certains personnages, Simenon en réalise une seconde publication en 1952 dans laquelle les passages incriminés sont supprimés ou laissés en blanc.

## Composition du récit
Ce livre fut écrit sous le coup d'une mauvaise nouvelle médicale annonçant en 1940 à Simenon des problèmes cardiaques ne lui laissant qu'une courte espérance de vie. Rapidement rassuré sur ce mauvais diagnostic, mais toujours sous le choc, il décide d'écrire pour sa famille et en particulier pour son fils Marc, un récit en partie romanesque à la première personne décrivant la vie de sa famille dans le Liège du début du XXe siècle et son enfance depuis sa naissance. De décembre 1940 à juin 1941, il travaille à la première partie du roman publiée sous le titre Je me souviens... 17 décembre 1941 paru en 1945. Sur les conseils d'André Gide, il retravaille le texte à la troisième personne et le complète en 1942 et 1943 de deux autres parties qui paraîtront aux Presses de la Cité le 15 octobre 1948 dans leur ensemble sous le titre actuel de Pedigree.
De 1949 à 1952, Georges Simenon doit faire face à trois procès en diffamation de certains de ses anciens ami(e)s qui ont cru se reconnaître dans certains personnages. Les trois plaignants ont gain de cause et Simenon se voit condamné à verser des dommages et intérêts importants aux personnes et retire les livres édités du commerce. En 1952, il travaille à une version expurgée des passages incriminés et en fait paraître une nouvelle édition en décembre 1952.

## Résumé
Désiré Mamelin, employé d'assurances, habite avec sa jeune femme, Élise Peters, un deux-pièces rue Léopold à Liège, où Élise met au monde un garçon, Roger, le 13 février 1903.  
Les deux époux, issus de la petite bourgeoisie commerçante et catholique, appartiennent chacun à une famille nombreuse dont le réseau absorbe presque entièrement leurs relations sociales. Chez les Mamelin, une vie patriarcale détermine des habitudes quasi rituelles auxquelles se conforme Désiré, optimiste, débonnaire, régulier en tout. Du côté Peters, le clan est moins stable, plus divisé. Différente d'un mari qu'elle juge trop peu sensible, Élise se montre dolente et larmoyante. Deux de ses sœurs sont hystériques. Son frère aîné Léopold, le marginal de la famille, est buveur et anarchiste : c'est à partir de lui que se dessine l'aventure du jeune Félix Marette, recherché à Liège pour un attentat et obligé de fuir en France où il trouvera à se fixer, non sans mal.  
Le ménage Mamelin quitte son logement exigu pour un appartement rue Pasteur, puis pour une maison rue de la Loi. Élise réalise ainsi son rêve : prendre des locataires qui seront au besoin des pensionnaires ; en général ce seront des étudiants étrangers (russes ou polonais). Entre-temps Roger grandit, fait ses premières découvertes – images et sensations – fréquente l'école des Sœurs, puis l'institut des Frères, toujours dans le quartier des Mamelin, sur la rive droite, en Outremeuse. 
La fin de ses classes primaires – dont il sort premier – coïncide avec le début de la guerre de 1914. Les pensionnaires d’Élise se sont dispersés. Roger entre en 6e latine au collège Saint-Louis, chez les Jésuites. On le croit promis à la prêtrise. Mais pendant les vacances qu'il passe à Embourg, dans la campagne liégeoise, une idylle avec une adolescente lui révèle la sexualité. Dorénavant, c'est au collège Saint-Servais, l'autre établissement des Jésuites fréquenté par les fils de la grande bourgeoisie, qu'il poursuivra ses études en section moderne-scientifique. Il a pris goût à la pipe et à la lecture des romans.  
La guerre apporte d'autres changements. Les Mamelin ont déménagé pour la rue des Maraîchers, où Élise a renouvelé ses locataires : des officiers allemands plutôt discrets et une vieille fille qui exaspère Roger jusqu'à l’écœurement. La transformation de l'adolescent va s'opérer petit à petit, au hasard de rencontres parfois douteuses, de curiosités souvent malsaines et sous l'influence d'une parenté où les oncles et tantes comptent moins que les cousins et cousines et leurs amis. Les restrictions se font sentir ; les plaisirs n'en deviennent que plus tentants qui incitent Roger à puiser dans la caisse d'un de ses oncles. Son émancipation lui attire des scènes orageuses avec sa mère. Il joue au jeune homme, fait à l'occasion du marché noir, se détache de ses études qu'il abandonne à la veille des examens de troisième, au moment où son père ressent les premières atteintes d'une angine de poitrine. Roger va donc chercher un emploi. Engagé chez un libraire qui tient un cabinet de lecture, il est bientôt congédié pour avoir contredit son patron. À peine a-t-il le temps de se sentir désœuvré que l'armistice éclate, semant dans la ville un délire de joie bruyante où il est entraîné, indifférent, presque malgré lui. 

## Aspects particuliers du roman
Très différent des romans habituels de Simenon Pedigree, le plus long de tous, n’est centré sur aucune péripétie (l’épisode de Félix Marette se déroule par intermittence et en marge). C’est essentiellement le récit d’une enfance liégeoise. 
Son caractère autobiographique est évident jusque dans maints détails qui, par leur authenticité, relèvent de la chronique locale. Rappelons que Pedigree reprend partiellement en technique romanesque le contenu de Je me souviens, écrit par Simenon en narrateur-témoin à l’intention de son fils Marc (le dernier chapitre est daté de Fontenay, 12 juin 1941).
Le point de vue, dans Pedigree, se déplace en passant d’Élise à Roger, dont la personne et le comportement se dégagent progressivement. La linéarité du récit n’empêche pas que des intervalles à longueur d’année séparent chacune des parties. Les retours en arrière sont brefs, peu nombreux et sauf au début de la 3e partie, n’introduisent pas de rupture dans la trame chronologique.

## Éditions
- Prépublication en feuilleton dans l'hebdomadaire Le Face à Main (Bruxelles) 
  - Première partie (achevée le 17 décembre 1941) :  du 5 octobre 1946 au 10 mai 1947
  - Deuxième partie (achevée fin 1942) : du 2 octobre 1948  au 2 avril 1949
  - Troisième partie (achevée le 27 janvier 1943) : du 9 avril au 22 octobre 1949
- Édition originale, Presses de la Cité, 1948
- Édition remaniée, Presses de la Cité, 1952 (les mots ou passages supprimés à la suite des procès sont laissés en blanc)
- Édition définitive, Presses de la Cité, 1958 (les passages laissés en blanc dans l'édition de 1952 ont été supprimés)
- Le Livre de poche, no 14280, 2008  (ISBN 978-2-253-14280-5)
- Tout Simenon, tome 2, éditions Omnibus, 2002  (ISBN 978-2-258-06043-2)
- Pedigree et autres romans, coll. Bibliothèque de la Pléiade, éditions Gallimard, 2009,  (ISBN 978-2-07-011798-7).
- Romans durs, tome 7, éditions Omnibus, 2012  (ISBN 978-2-258-09394-2)
- Romans durs, tome 7, Omnibus, 2023  (ISBN 978-2-258-20264-1)